# Бовелл, Джордж
Джо́рдж Ри́чард Ла́йкотт Бо́велл (англ. George Richard Lycott Bovell, род. 18 августа 1983 года, Порт-оф-Спейн) — тринидадский пловец. Участник четырёх Олимпийских игр, призёр Олимпийских игр и чемпионатов мира.

## Биография
Джордж Бовелл родился на острове Тринидад в 1983 году. Его мать — Барбара Бишоп, барбадосская пловчиха, участница Олимпиады в Мюнхене. Младший брат Ник Бовелл в 2008 году выступал на Олимпиаде в Пекине в плавании на дистанции 200 метров комплексом.
На Олимпийских играх Бовелл дебютировал в 2000 году. В Сиднее он выступал на трёх дистанциях, но ни на одной из них не пробился в следующую стадию (лучший результат — 26-е место на дистанции 200 метров комплексом).
В начале 2004 года Бовелл установил мировой рекорд в плавании на 200 метров комплексом в 25-метровом бассейне. Его достижение (1:53.93) продержалось полтора года, пока в конце 2005 года его не превзошёл венгр Ласло Чех.
В Афинах тринидадец выступал также на трёх видах плавательной программы. На дистанциях 100 и 200 метров вольным стилем он прошёл предварительный раунд, но оба раза выбывал из борьбы в полуфиналах, заняв два одиннадцатых места. Зато на дистанции 200 метров комплексным плаваньем он не только пробился в финальный заплыв, но ещё и завоевал бронзовую медаль, уступив только Майклу Фелпсу и Райану Лохте. Эта медаль стала первой в олимпийской истории Тринидада и Тобаго медалью, завоёванной в плавании, а также единственной наградой команды на Олимпиаде в Афинах.
На Олимпиаде в Пекине Бовелл был знаменосцем сборной на церемонии открытия и выступил в двух видах программы. На стометровке вольным стилем он показал 20-е время и не прошёл даже в полуфинал, а на дистанции в два раза короче он завершил выступление на стадии полуфинала.
В 2012 году Бовелл впервые в карьере завоевал медаль чемпионата мира на короткой воде, а в 2013 году завоевал бронзу и в пятидесятиметровом бассейне.
На четвёртой в карьере Олимпиаде соревновался на дистанции 100 метров на спине, где занял низкое 29-е место. На дистанции 50 метров вольным стилем Бовелл показал лучшее время в предварительном заплыве, но в дальнейшем не смог улучшить свои секунды. Он смог пробиться в финал, но завершил его на седьмой позиции.
Джордж Бовелл часто участвует в различных благотворительных акциях. Так в 2013 году он вместе с угандийским пловцом Максом Каньярези участвовал в акции «Плавание против малярии». Также занимается тренировкой молодых пловцов у себя на Родине.